# Victor von Richter
Victor Matthias Julius von Richter (15 d'abril de 1841, Dobele, Letònia, Imperi Rus - 8 d'octubre de 1891, Breslau, Prússia) fou un químic rus conegut per haver descobert la reacció de von Richter.

## Vida
Von Richter era el fill de Julius Wilhelm Theophil von Richter (1808 - 1892) i Laura Ottilie von Richter. Tenia com a llengua materna l'alemany i es formà a l'escola de Santa Anna a Sant Petersburg i a la Universitat de Tartu a Letònia. Estudià primer física i després química. Després de graduar-se el 1863 s'incorporà com a assistent de química a l'Institut Tecnològic de Sant Petersburg, on hi obtingué el 1867 un màster. El 1868 fou un dels fundadors de la Societat Russa de Química. A partir de 1871 hi ensenyà química analítica. El 1872 es doctorà la Universitat Imperial de Sant Petersburg i esdevingué professor de química general i analítica a l'Institut Agronòmic de Puławy (actual Polònia). Realitzà un viatge a l'estranger per completar les col·leccions de l'Institut i conèixer els instituts agrícoles estrangers. El 1873 assistí a la Fira Mundial de Viena i al quart congrés de naturalistes russos a Kazan. El 1874 renuncià a la seva càtedra a causa de la tuberculosi que patia i viatjà per recuperar-se a països amb clima més suau (França, Itàlia, Turquia). Passà un temps a Bonn i després tornà a la química convertint-se el 1875 en professor a la Universitat de Breslau amb una conferència inaugural sobre el sistema periòdic dels elements i el recentment descobert element gal·li. El 1879 fou nomenat professor de química. El 1887 es casà amb Adele Vogel von Falkenstein. El 1890 fou nomenat director de l'Institut Tecnològic Agrícola. Viatjà a Sant Petersburg, on residia el seu pare; a Londres, on assistí a una reunió de l'Associació Britànica per l'Avanç de la Ciència, de la qual n'era membre i Alemanya, on visità fàbriques químiques. Morí de tuberculosi el 1891.

## Obra

Reacció de von Richter

El 1871 descobrí l'ara anomenada reacció de von Richter, una reacció de substitució nucleòfila aromàtica de nitrobenzens amb cianur de potassi en etanol aquós que dona el producte de substitució on el grup que entra, un grup carboxil, queda al costat del que surt, el grup nitro. Tot i que generalment no és sintèticament útil a causa del baix rendiment químic i de la formació de nombrosos productes secundaris, el seu mecanisme fou de gran interès, i no pogué ser explicat dins gairebé 100 anys després.
Von Richter fou el primer qui difongué la taula periòdica de Dmitri Mendeléiev entre els químic alemanys amb articles a la revista Berichte der Deutschen Chemischen Gesellschaft. El 1874 publicà el primer llibre de química inorgànica en rus on ja inclogué la taula periòdica de Mendeléiev. La seva traducció a l'alemany fou el primer llibre en alemany on s'exposava la taula periòdica i, en la segona edició, li dedicà un capítol complet. Aquest llibre fou traduït a altres 3 llengües i se'n feren 83 edicions entre 1876 i 1921. El 1885 publicà un llibre de química orgànica, que es traduí a 3 llengües i se'n feren 94 edicions fins al 2012.